# Natalja Witaljewna Kuksina
Natalja Witaljewna Kuksina (russisch Наталья Витальевна Куксина; * 27. Juni 1984 in Tschita) ist eine russische Ringerin. Sie gewann bei Welt- und Europameisterschaften mehrere Medaillen.

## Werdegang
Natalja Kuksina betreibt seit dem Jahre 2000 Ringen. Sie gehört dem Sportclub Dinamo Kemerowo an und wurde bzw. wird von Abdula Chasseidjanow und Wladimir Seklesow trainiert. Als Erwachsene ringt sie bei einer Größe von 1,65 Metern meist in der Gewichtsklasse bis 67 kg. Sie studierte Sport und ist seit 2009 Mutter eines Sohnes. Wegen der Geburt dieses Sohnes war sie im Jahre 2009 und im 1. Halbjahr 2010 nicht auf der Ringermatte.
Natalja Kuksina gehörte im Juniorenalter noch nicht zur Elite der russischen Ringerinnen. Erst im Jahre 2004 gelang es ihr, bei nationalen Meisterschaften auf sich aufmerksam zu machen. Ihr erster internationaler Einsatz war dann im Jahre 2004 beim Großen Preis von Deutschland in Dormagen. Sie belegte dabei in der Gewichtsklasse bis 67 kg aber nur den 5. Platz. 2005 startete sie bei der Universitäten-Weltmeisterschaft in Izmir und gewann dort in der gleichen Gewichtsklasse hinter Mami Shinkai aus Japan und Hatun Muhcu aus der Türkei eine Bronzemedaille.
2007 wurde sie erstmals russische Meisterin und vertrat ihr Land deshalb bei der Weltmeisterschaft in Baku. Sie kam dort zu Siegen über Gunhild Fretland, Norwegen und Kateryna Burmistrowa, Ukraine, verlor dann gegen Martine Dugrenier aus Kanada und sicherte sich mit einem Sieg über Darja Karpenko aus Kasachstan eine WM-Bronzemedaille. 2008 wurde sie wieder russische Meisterin. Bei der Europameisterschaft dieses Jahres in Tampere erreichte sie in der Gewichtsklasse bis 67 kg mit Siegen über Kristin Büttner, Deutschland u. Lise Legrand aus Frankreich den Endkampf, in dem sie gegen Marjana Kwiatkowska aus der Ukraine verlor. Sie wurde damit Vize-Europameisterin. Da die Gewichtsklasse bis 67 kg nicht zum olympischen Programm zählt, konnte Natalja Kuksina anschließend bei den Spielen in Peking nicht an den Start gehen.
Nach ihrer Babypause nahm sie im Juli 2010 wieder an der russischen Meisterschaft teil. Sie musste dort in der Gewichtsklasse bis 72 kg antreten, weil sie die Gewichtszunahme während ihrer Pause noch nicht wieder ganz abtrainieren konnte. In dieser Gewichtsklasse kam sie hinter Jekaterina Bukina und Alena Starodubzewa auf den 3. Platz. Beim Russland-Cup in Tschechow im Oktober 2010 konnte sie aber schon wieder in der Gewichtsklasse bis 67 kg starten und siegte dort vor ihren russischen Konkurrentinnen Darima Sanschejewa, Oksana Nagornyh und Maria Ljulkowa. Auch bei der russischen Meisterschaft 2011 war sie wieder in dieser Gewichtsklasse am Start und holte sich dort ihren dritten russischen Meistertitel vor Darima Sanschejewa und Julija Bartnowskaja. Bei der Weltmeisterschaft 2011 in Istanbul enttäuschte sie aber, denn sie verlor dort ihren ersten Kampf gegen Nadeschda Semenzowa aus Aserbaidschan und schied danach aus, weil Semenzowa das Finale nicht erreichte. Sie kam deshalb nur auf den 10. Platz.
Ob Natalja Kuksina, die ihre Erfolge alle in der Gewichtsklasse bis 67 kg einheimste, in Hinblick auf die Olympischen Spiele 2012 in London, bei denen die Gewichtsklasse bis 67 kg wieder nicht olympisch sein wird, doch wieder in eine andere, olympische, Gewichtsklasse wechselt, wird sich zeigen. Im Jahre 2012 blieb Natalja Kuksina aber in der Gewichtsklasse bis 67 kg. Sie hatte damit keine Möglichkeit, sich für die Olympischen Spiele zu qualifizieren. Sie wurde in dieser Gewichtsklasse auch wieder russische Meisterin, absolvierte in diesem Jahr aber keinen Start bei der Welt- oder Europameisterschaft.

## Internationale Erfolge
| Jahr | Platz | Wettbewerb                                                | Gewichtsklasse | Ergebnis |
| 2004 | 5.    | Großer Preis von Deutschland in Dormagen                  | bis 67 kg      | hinter Kateryna Burmistrowa, Ukraine, Stefanie Howorun, Kanada, Annika Oertli und Yvonne Englich, beide Deutschland                                           |
| 2005 | 3.    | Iwan-Yarigin-Memorial in Krasnojarsk                      | bis 63 kg      | hinter Aljona Kartaschowa u. Ljubow Wolossowa, beide Russland                                                                                                 |
| 2005 | 3.    | Universitäten-WM in Izmir                                 | bis 67 kg      | hinter Mami Shinkai, Japan und Hatun Muhcu, Türkei |
| 2006 | 2.    | Klippan-Lady-Open                                         | bis 67 kg      | hinter Kristie Marano, USA, vor Michala Krizkova-Spoutsova, Tschechien                                                                                        |
| 2006 | 2.    | Golden-Grand-Prix in Baku                                 | bis 67 kg      | hinter Hiroe Suzuki, Japan, vor Masira Admiraal, Niederlande und Aurelia Gerlac, Frankreich                                                                   |
| 2007 | 1.    | Großer Preis von Deutschland in Dormagen                  | bis 67 kg      | vor Kristin Büttner, Deutschland und Martine Dugrenier, Kanada                                                                                                |
| 2007 | 3.    | Warschau-Cup                                              | bis 67 kg      | hinter Catherine Downing, USA u. Wolha Chilko, Belarus |
| 2007 | 3.    | WM in Baku                                                | bis 67 kg      | nach Siegen über Gunhild Fretland, Norwegen und Kateryna Burmistrowa, einer Niederlage gegen Martine Dugrenier und einem Sieg über Darja Karpenko, Kasachstan |
| 2008 | 2.    | Iwan-Yarigin-Memorial in Krasnojarsk                      | bis 67 kg      | hinter Jelena Schalygina, vor Julija Bartnowskaja und Jewgenia Atamanowa, beide Russland                                                                      |
| 2008 | 1.    | Klippan-Lady-Open                                         | bis 67 kg      | vor Paulina Grabowska und Magdalena Pietrzyk, beide Polen und Stefanie Shaw, USA                                                                              |
| 2008 | 2.    | EM in Tampere                                             | bis 67 kg      | nach Siegen über Kristin Büttner u. Lise Legrand, Frankreich und einer Niederlage gegen Marjana Kwiatkowska, Ukraine                                          |
| 2008 | 2.    | Universitäten-WM in Thessaloniki                          | bis 67 kg      | hinter Elena Piroschkowa, USA, vor Monika Szerencse, Ungarn u. Megan Buydens, Kanada                                                                          |
| 2008 | 1.    | Russland-Cup in Tschechow                                 | bis 67 kg      | vor Anna Polownewa und Jewgenia Atamanowa, beide Russland |
| 2010 | 1.    | Russland-Cup in Tschechow                                 | bis 67 kg      | vor Darima Sanschejewa, Oksana Nagornych u. Maria Ljulkowa, alle Russland                                                                                     |
| 2010 | 7.    | Universitäten-WM in Turin                                 | bis 72 kg      | hinter Ali Sue Bernard, USA, vor Hiroe Suzuki, Japan |
| 2011 | 1.    | Poland-Open in Tarnowo Podgorne                           | bis 67 kg      | vor Julija Bartnowskaja, Russland und Lisa Geyer, Deutschland                                                                                                 |
| 2011 | 10.   | WM in Istanbul                                            | bis 67 kg      | nach einer Niederlage gegen Nadeschda Semenzowa, Aserbaidschan                                                                                                |
| 2012 | 3.    | Golden-Grand-Prix in Krasnojarsk                          | bis 67 kg      | hinter Sara Dosho, Japan und Julija Bartnowskaja |
| 2012 | 1.    | Poland-Open in Tarnowe Podgorne                           | bis 67 kg      | vor Irina Bogdanowa, Russland und Irina Schawzewa, Belarus |
| 2013 | 1.    | Cup des Präsidenten der Burjatischen Republik in Ulan-Ude | bis 63 kg      | vor Julija Pronzewitsch, Russland, Scharchim Tumentstetseg und Schoodyn Baatarjay, beide Mongolei                                                             |

## Russische Meisterschaften
| Jahr | Platz | Gewichtsklasse | Ergebnis                                                        |
| 2007 | 1.    | bis 67 kg      |                                                                 |
| 2008 | 1.    | bis 67 kg      | vor Julija Bartnowskaja und Jewgenia Atamanowa                  |
| 2010 | 3.    | bis 72 kg      | hinter Jekaterina Bukina und Alena Starodubzewa                 |
| 2011 | 1.    | bis 67 kg      | vor Darima Sanschejewa u. Julija Bartnowskaja                   |
| 2012 | 1.    | bis 67 kg      | vor Darima Sanschejewa, Irina Bogdanowa und Natalja Fedossejewa |

## Erläuterungen
- alle Wettbewerbe im freien Stil
- WM = Weltmeisterschaft, EM = Europameisterschaft